# Simón Lecue
Simón Lecue Andrade znany jako Lecue (ur. 11 lutego 1912 w Arrigorriadze, zm. 27 lutego 1984 w Madrycie) – hiszpański piłkarz, reprezentant kraju. 

## Kariera klubowa
Karierę piłkarską rozpoczął w 1930 w klubie Deportivo Alavés, w którym to klubie grał do 1932 nie odnosząc większych sukcesów. W 1932 przeszedł do Realu Betis. Wraz z zespołem zdobył jedyne w historii mistrzostwo Hiszpanii w sezonie 1934/35. W sumie w tym zespole wystąpił w 55 spotkaniach i strzelił 24 bramek. 
W 1935 przeszedł do Realu Madryt. W klubie tym zdobył Puchar Króla w 1936. Dla Królewskich zagrał w 80 spotkaniach i strzelił 25 bramek. 
W 1942 przeszedł do zespołu Valencia CF. Wraz z Nietoperzami sięgnął po Mistrzostwo Hiszpanii w sezonie 1943/44. W sumie w tym zespole wystąpił w 77 spotkaniach i strzelił 4 bramki.
Sezon 1947/48 spędził w trzecioligowym AR Chamberí. Karierę zakończył po sezonie 1948/49 w Realu Saragossa. 
| Sezon   | Klub             | Kraj      | Rozgrywki        | Mecze | Bramki |
| ------- | ---------------- | --------- | ---------------- | ----- | ------ |
| 1930/31 | Deportivo Alavés | Hiszpania | Primera División | 18    | 2      |
| 1931/32 | Deportivo Alavés | Hiszpania | Primera División | 18    | 4      |
| 1932/33 | Real Betis       | Hiszpania | Primera División | 16    | 3      |
| 1933/34 | Real Betis       | Hiszpania | Primera División | 18    | 11     |
| 1934/35 | Real Betis       | Hiszpania | Primera División | 21    | 10     |
| 1935/36 | Real Madryt      | Hiszpania | Primera División | 19    | 9      |
| 1936/37 |                  | Hiszpania |                  |       |        |
| 1937/38 |                  | Hiszpania |                  |       |        |
| 1938/39 |                  | Hiszpania |                  |       |        |
| 1939/40 | Real Madryt      | Hiszpania | Primera División | 22    | 12     |
| 1940/41 | Real Madryt      | Hiszpania | Primera División | 18    | 4      |
| 1941/42 | Real Madryt      | Hiszpania | Primera División | 21    | 0      |
| 1942/43 | Valencia CF      | Hiszpania | Primera División | 19    | 1      |
| 1943/44 | Valencia CF      | Hiszpania | Primera División | 18    | 2      |
| 1944/45 | Valencia CF      | Hiszpania | Primera División | 23    | 1      |
| 1945/46 | Valencia CF      | Hiszpania | Primera División | 17    | 0      |
| 1946/47 |                  | Hiszpania |                  |       |        |
| 1947/48 | AR Chamberí      | Hiszpania | Tercera División |       |        |
| 1948/49 | Real Saragossa   | Hiszpania | Tercera División |       |        |

## Kariera reprezentacyjna
Lecue został powołany na rozgrywane we Włoszech Mistrzostwa Świata 1934. Na turnieju zadebiutował w reprezentacji podczas spotkania z Brazylią. Lecue pojawił się również w przegranym ćwierćfinale turnieju z gospodarzami Włochami. 
Po raz ostatni w reprezentacji wystąpił 3 maja 1936 przeciwko Szwajcarii; w 64 minucie strzelił bramkę, a jego drużyna wygrała 2:0. Łącznie w latach 1934–1936 Lecue zagrał w 7 spotkaniach drużyny narodowej Hiszpanii, w których strzelił jedną bramkę.
| Mecze i gole w reprezentacji | Mecze i gole w reprezentacji | Mecze i gole w reprezentacji | Mecze i gole w reprezentacji | Mecze i gole w reprezentacji | Mecze i gole w reprezentacji | Mecze i gole w reprezentacji |
| #                            | Data                         | Miasto                       | Przeciwnik                   | Gol                          | Wynik                        | Rozgrywki                    |
| ---------------------------- | ---------------------------- | ---------------------------- | ---------------------------- | ---------------------------- | ---------------------------- | ---------------------------- |
| 1.                           | 27.05.1934                   | Genua                        | Brazylia                     |                              | 3:1                          | MŚ 1934                      |
| 2.                           | 31.05.1934                   | Florencja                    | Włochy                       |                              | 0:1                          | MŚ 1934                      |
| 3.                           | 05.05.1935                   | Lizbona                      | Portugalia                   |                              | 3:3                          | towarzyski                   |
| 4.                           | 12.05.1935                   | Kolonia                      | III Rzesza                   |                              | 2:1                          | towarzyski                   |
| 5.                           | 23.02.1936                   | Barcelona                    | III Rzesza                   |                              | 1:2                          | towarzyski                   |
| 6.                           | 26.04.1936                   | Praga                        | Czechosłowacja               |                              | 0:1                          | towarzyski                   |
| 7.                           | 03.05.1936                   | Berno                        | Szwajcaria                   | Gol                          | 2:0                          | towarzyski                   |

## Sukcesy
Real Betis
- Mistrzostwo Primera División (1): 1934/35

Real Madryt
- Puchar Króla (1): 1935/36

Valencia CF
- Mistrzostwo Primera División (1): 1943/44